# Alpský styl
Alpský styl je styl horolezeckého výstupu. Označuje se tak pouze výstup, při kterém lezecké družstvo s maximálně 6 členy postupuje k vrcholu bez návratů a fixování, bez umělého kyslíku a bez jakékoli pomoci od jiných osob, tedy členů jiné nebo i vlastní expedice. Nosiči se připouštějí jen v malém množství pro transport do základního tábora.
Jedním z prvních výstupů podniknutých tímto stylem byl prvovýstup Petera Habelera a Reinholda Messnera levou částí jižní stěny Gasherbrumu I v roce 1975.
Jedním z prvních zaznamenaných výstupů tímto stylem na sedmitisícovku byl již v roce 1933 výstup na vrchol Satopanu v Indii vylezený  Colinem Kirkusem a Charlesem Warrenem, členy expedice Marca Pallise. (^ Pallis, Marco (1939) Peaks a Lamas . Londýn: Cassell).
Z českých horolezců se s dalšími lezci nejaktivněji  angažoval v alpském stylu zejména Radek Jaroš, který zlezl krom hory Mount Everest (byť ji zdolal bez použití kyslíkových přístrojů)  všechny osmitisícové hory tímto stylem.